# 隠れ家

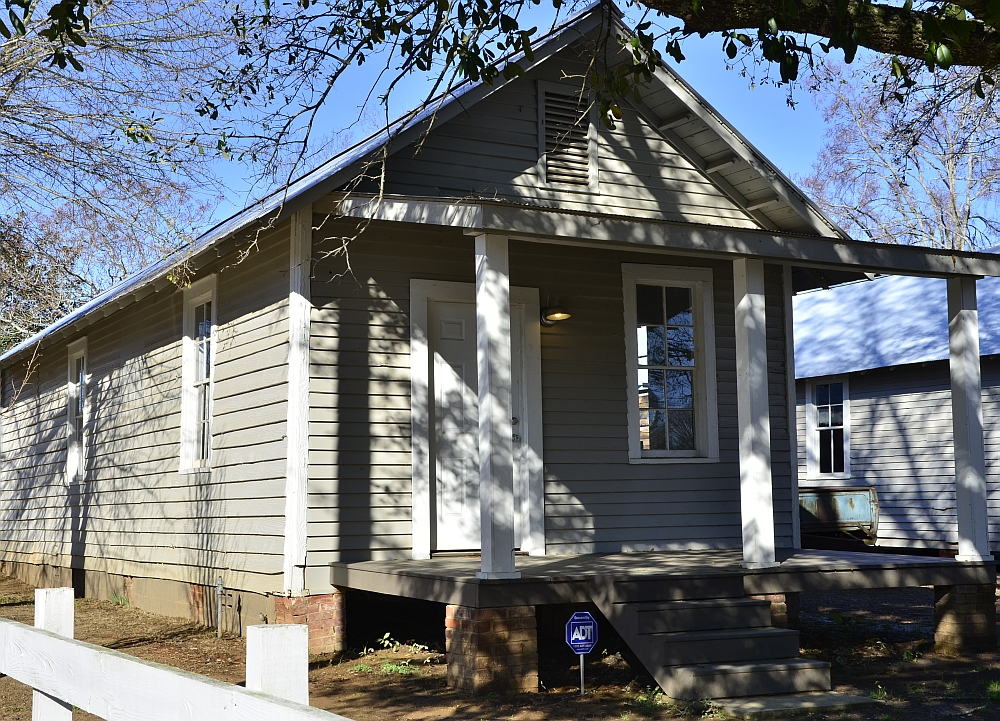
キング牧師が1968年 説教後に身を隠した家屋は、セーフハウス博物館となっている。米国アラバマ州ヘイル郡グリーンズボロ

隠れ家（かくれが、英: safe house、セーフハウスとも表記される）とは、一般的な意味で、法や敵対的な相手・行為から、あるいは報復や脅迫、察知された危険から人々を逃がし隠すための聖域となる秘密の場所、あるいはそれに適した場所のことである。
また、比喩として使われる場合もある。

## 歴史的な使い方
以下の意味として言及される場合もある。
- 法執行機関や諜報機関の専門用語で、証人となる目撃者やエージェントなど、危険にさらされていると思われる人物を匿うのに適した安全な場所のこと。

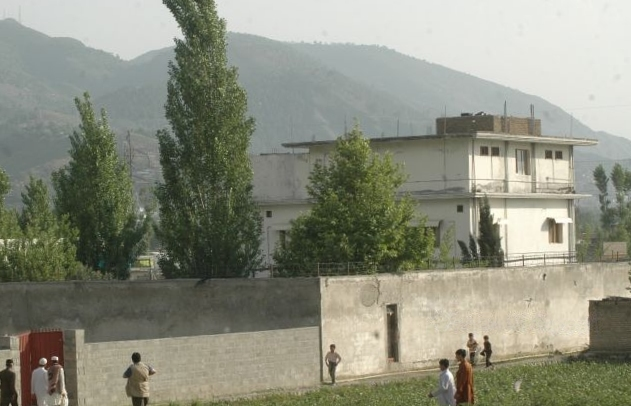
パキスタン・アボッターバードにあるオサマ・ビンラディンの邸宅（2011年）

- 当局による、活動に対する告発を避けるために人々が行く場所。アボッタバードにあるオサマ・ビン・ラディンの屋敷（英語版）は「セーフハウス」と呼ばれている。
- 潜入工作員が秘密裏に監視を行ったり、他の工作員と密かに会ったりする可能性のある場所[2]
- 信頼できる大人や家族、慈善団体が家庭内暴力の被害者のために避難所として提供する場所（男性や女性のシェルターや避難所も参照のこと）
- 戦争や迫害の被害者が避難したり、保護を受けたり、秘密裏に生活することができる、信頼できる人や家族、組織の家や建物
- 違法な事業を行うことを唯一の目的とする拠点。犯罪者は、製品の生産や販売、保管など、違法なビジネスにおける様々な面で、法律や当局から逃れるために、このような拠点を利用する。
- 亡命の権利
- 中世の法律における聖域（英語版）
- 近代における聖域（英語版）
- 教会の庇護（英語版）

## 概要
通常、隠れ家の存在は、その中に隠れている人の安全を確保するために、限られた人以外には秘密にされている。
多くの宗教団体は、自らの礼拝所などの施設内に聖域となる場所を設置することを認め、一部の政府もそのような聖域を尊重し、侵害しないようにしている。
隠れ家は、19世紀のアメリカで、奴隷が主に北部の自由州に逃れるのを支援するためのネットワークである「地下鉄道」に不可欠なものであった。一部の家には、「ランタン・ホルダー」と呼ばれる、ランタンを持ったアフリカ系アメリカ人男性の像が置かれていた 。
また、隠れ家は、ナチスの迫害を受けた犠牲者や逃亡中の捕虜のための避難所でもあった。アンネ・フランクとその家族のような犠牲者は、長期間にわたって密かに隠れていた。また、ドイツ人から隠された他のユダヤ人犠牲者には、フィリップ・スライアーとその親戚や友人がいる。

## 参照
- 隠れ家（曖昧さ回避）（英語版）
- 避難（英語版）
- リトリート（サバイバリズム）（英語版）
- 亡命の権利
- セーフハーバー（曖昧さ回避）（英語版）
- 安全な避難所（曖昧さ回避）（英語版）
- 聖域都市
- 聖域運動（英語版）
- ホセ・フィゲロア国外追放事件（英語版）
- 秘密基地：広義の意味で使われる場合は、含まれる可能性もあるが、一般的には異なる存在。

## 備考
- Slier, Philip "Flip" & Slier, Deborah. Hidden Letters: The Hidden Letters of Flip Slier. Star Bright Books, 2008. ISBN 1887734880ISBN 1887734880.